# Solokra
Solokra (Abelmoschus manihot) är en malvaväxtart. Solokra ingår i okrasläktet (Abelmoschus) och familjen malvaväxter.

## Underarter
Arten delas in i följande underarter:
- A. m. manihot
- A. m. tetraphyllus
- A. m. megaspermus
- A. m. pungens
- A. m. zenkeri

## Bildgalleri

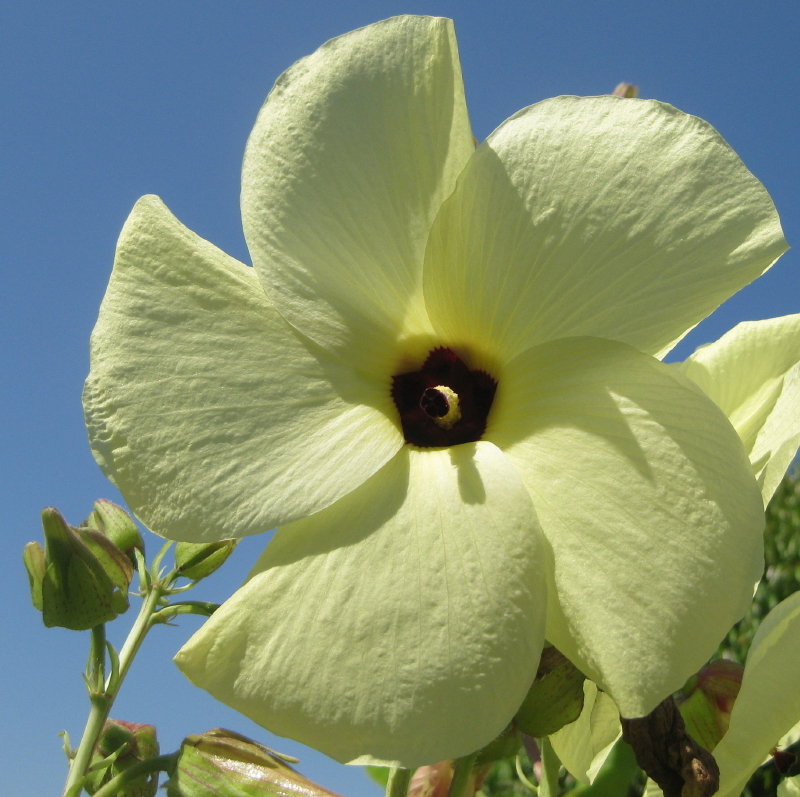